# 山根幸夫
山根 幸夫（やまね ゆきお、1921年8月2日 - 2005年6月24日）は、日本の東洋史学者。専門は明代史および中国近現代史。東京女子大学名誉教授。

## 経歴
兵庫県神崎郡越知谷村（現・神河町）に生まれる。1941年4月東京帝国大学文学部東洋史学科入学。同期の神田信夫（専門は清代史）とは後に共著を出版。1942年10月から1945年9月まで肺結核のため休学する。1947年9月に東京帝国大学卒業。同年10月、東京大学大学院特別研究生（文部省給費）に採用される。
1952年4月東洋大学文学部講師、1953年同助教授。1954年4月から4年間、公益財団法人 東洋文庫研究員をつとめ、1958年東京女子大学文学部助教授、東洋文庫兼任研究員となる。1961年同大学文理学部教授となり、1990年3月同定年退職。退職と同時に東京女子大学名誉教授。
この間、1967年秋より東洋文庫を拠点に明代史研究会を開始、1974年より『明代史研究』を独力・手書きでほぼ年刊で刊行。東洋史を中心とした日中学術交流にも尽力する。母校の東京大学、早稲田大学、明治大学など多くの大学で教鞭をとった。
2005年6月24日、慢性膿胸症のため死去。

## 主な著書

### 単著
- 『明代徭役制度の展開』東京女子大学学会〈東京女子大学学会研究叢書 4〉1966、全国書誌番号:66010116、NCID BN01789448
- 『論集近代中国と日本』山川出版社、1976、全国書誌番号:72007976、NCID BN00940420
- 『明帝国と日本』講談社〈図説中国の歴史 7〉、1977、NCID BN00816308
- 『明清史籍の研究』研文出版、1989、ISBN 978-4876360864、NCID BN03608919
- 『近代中国のなかの日本人』研文出版、1994、ISBN 978-4876361236
- 『明清華北定期市の研究』汲古書院〈汲古叢書 4〉1995、ISBN 978-4762925030
- 『建国大学の研究－日本帝国主義の一断面』汲古書院〈汲古叢書 49〉2003、ISBN 978-4762925481

その他多くの文献資料目録を編纂

#### 中国研究
- 『中国研究に生きて』汲古書院、1977年1月。
- 『中国研究に生きて 続・過ぎ来し方』汲古書院、1998年5月。 NCID BA36472311。全国書誌番号:20200242。
- 『中国研究に生きて 続』汲古書院、2001年8月。全国書誌番号:20214962。
- 『中国研究に生きて 第三』汲古書院、2004年2月。全国書誌番号:21263294。

### 共編著
- 神田信夫と共編『中国史籍解題辞典』燎原書店、1989 ISBN 978-4897480817
- 山根幸夫編『中国史研究入門』上・下巻 山川出版社(初版 1983)、増補改訂版 1991 ISBN 4634654806 ISBN 4634654903
- 中村義ほか2名と共編『近代日中関係史研究入門』研文出版、1992 ISBN 978-4876361021

#### 東大東洋史同期生
- 神田信夫と共編『戦中戦後に青春を生きて―東大東洋史同期生の記録』山川出版社、1984。ISBN 978-4634640702[7]
  - 山根幸夫：pp.i-iv「序」、pp.207-224「休学より復学まで」、pp.225-228「級友の横顔」
- 神田信夫・谷井精之助と共編『東大卒業五十年 われわれの道程―東洋史同期生の記録』山川出版社、1996。ISBN 978-4634643802